# Planetary and Space Science
Planetary and Space Science  is een internationaal, aan collegiale toetsing onderworpen wetenschappelijk tijdschrift op het gebied van de astronomie. De naam wordt in literatuurverwijzingen meestal afgekort tot Planet. Space Sci.
Het wordt uitgegeven door Elsevier.
Het eerste nummer verscheen in 1959.